# Фасты
Фа́сты (лат. dies fasti) — многозначный термин, имеющий отношение к римскому календарю.
В римском календаре дни года были разделены верховными жрецами на dies fasti (дни, в которые можно было заниматься судебными делами) и dies nefasti / dies nefastus (дни религиозных праздников, дни почитания мёртвых и так далее, когда судебными делами было заниматься нельзя). Dies fasti в свою очередь подразделялись на dies fasti comitiales (во время которых не только претор, но и комиции могли выносить решения — таких дней в римском календаре было 38 и они отмечались буквой F) и dies fasti non comitiales (в которые решения мог выносить только претор). Кроме этих дней бывали ещё dies fissi и interfissi, в которые судебные решения можно было выносить в определённое время дня. 
Позднее фастами стал называться собственно календарь, то есть перечень dies fasti, nefasti, intercisi, comitiales с перечислением приходившихся на каждый день праздников, игр, жертвоприношений и так далее, равно как заметок об исторических событиях. Вплоть до 304 года до н. э. ведением фастов занимались понтифики; после этого ведением фастов могли заниматься также частные лица — в частности, поэтом Овидием был составлен одноимённый поэтический календарь.
Фастами назывались также списки, которые вели понтифики, среди них: погодные списки высших должностных лиц (консульские фасты), списки жрецов, списки проводившихся триумфов (триумфальные фасты).